# Batalla de Écija
La batalla de Écija fue una victoria militar de los benimerines sobre las tropas castellanas en septiembre de 1275. El reino nazarí de Granada se hallaba envuelto en una guerra civil y era devastado con frecuencia por los ejércitos castellanos. El rey granadino Muhammad II pidió ayuda a los benimerines para superar estas dificultades, y el sultán Abu Yúsuf Yaaqub ibn Abd al-Haqq pasó a la península ibérica e inició una expedición contra los reinos cristianos del norte; las tropas castellanas, mandadas por Nuño González de Lara el Bueno, intentaron cortarle el paso, pero fueron derrotadas en las cercanías de Écija. El emir de los benimerines ordenó cortar la cabeza de Nuño González de Lara, la cual fue enviada en señal de triunfo al rey Muhammad II de Granada, aliado de los benimerines.